# 硝酸锶
硝酸锶是一种无机化合物，化学式为Sr(NO3)2。

## 性质
硝酸锶是一种无色或白色等轴晶系结晶，易溶于水、液氨，微溶于无水乙醇和丙酮。加热时先放出氧生成亚硝酸锶，继续加热则分解为氧化锶，并放出一氧化氮和二氧化氮气体：
2 Sr(NO3)2 —高温→ 2 SrO + 4 NO2↑ + O2↑
硝酸锶为氧化剂，与有机物和还原剂接触、摩擦、碰撞及遇火可能引起剧烈燃烧和爆炸。有毒！

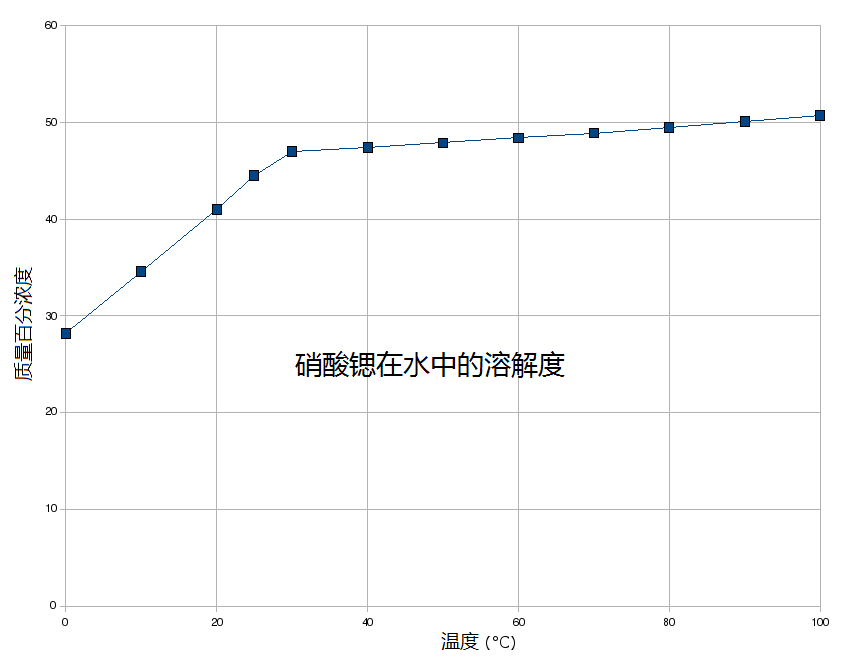
硝酸锶的溶解度

## 制备
1、天青石用盐酸溶解后除钙，加入饱和碳酸钠溶液沉淀出碳酸锶，过滤，用硝酸溶解，再经压滤、滤液蒸发浓缩、结晶、离心分离，得到硝酸锶成品。
{\displaystyle {\rm {\ SrSO_{4}+Na_{2}CO_{3}\rightarrow SrCO_{3}\downarrow +Na_{2}SO_{4}}}}
{\displaystyle {\rm {\ SrCO_{3}+2HNO_{3}\rightarrow Sr(NO_{3})_{2}+H_{2}O+CO_{2}\uparrow }}}
2、由碳酸锶与硝酸反应制备。反应方程式见上面。

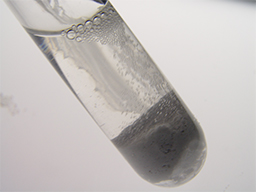
碳酸锶和硝酸反应生成硝酸锶。

## 用途
硝酸锶用于制造红色烟火，用于制造铁路、航道和机场等的信号灯。国防工业中用于制造信号弹、火焰筒、曳光弹。也用于制造电视显像管中的红色发光剂、光学玻璃。还用于医药，制造萤光体。